# La Pueblica
La Pueblica fue una localidad española de la provincia de Zamora, hoy día sumergida bajo las aguas del embalse de Ricobayo.

## Historia
A mediados del siglo XIX el lugar tenía contabilizadas 11 casas. Aparece descrito en el decimotercer volumen del Diccionario geográfico-estadístico-histórico de España y sus posesiones de Ultramar de Pascual Madoz de la siguiente manera:

PUEBLICA (la): l. en la prov. y dióc. de Zamora (13 leg.), part. jud. de Alcañices (5), aud. terr. y c. g. de Valladolid (19), ayunt. de Villanueva de los Corchos. sit. en un alto; su clima es frio y húmedo, sus enfermedades mas comunes las tercianas. Tiene 11 casas y una fuente de escasas y medianas aguas. Los naturales concurren á misa y á los demas oficios divinos á la igl. de San Pedro de la Nave. Confina con térm. de Videmala, el mencionado San Pedro, Ricovayo y Villalcampo. El terreno es quebrado y de mediana calidad. Los caminos dirigen á los pueblos limítrofes. prod.: centeno y pastos; cria ganados. pobl., riqueza y contr. con San Pedro de la Nave.
(Madoz, 1849, p. 256)

Parte de los habitantes de la localidad, que quedó sumergida en la década de 1930 por el embalse de Ricobayo, se mudaron a la recién construida Pueblica de Campeán. El despoblado formaría parte del actual municipio de Videmala.